# Tyloxoles
Tyloxoles is een kevergeslacht uit de familie van de boktorren (Cerambycidae). De wetenschappelijke naam van het geslacht werd voor het eerst geldig gepubliceerd in 1927 door Kriesche.

## Soorten
Tyloxoles omvat de volgende soorten:
- Tyloxoles discordans (Newman, 1842)
- Tyloxoles boholicus Kriesche, 1927
- Tyloxoles javanicus Breuning, 1960
- Tyloxoles v-signatus (Schwarzer, 1931)